# 本瓦造船
本瓦造船株式会社（ほんがわらぞうせん、英: Hongawara Ship Yard Co., Ltd.）は、日本の造船メーカーである。

## 概要
独立系の中小造船メーカー。内航船を専門に建造する。（社）日本中小型造船工業会の会員。
鞆の浦で有名な福山市鞆町に本社、工場を有する。
G/T749型からG/T199型などの特殊タンク船、ケミカルタンカーから小型船舶までを建造できる国内でも数少ない造船所であり、その他、曳船、フェリー、小型作業船などを主力としている。防衛省をはじめとする官公庁、地方公共団体、全国各海運会社などに納入し、建造実績は60年間で500隻を超える。また、修繕部門は年間約100隻の修理を請け負う。
2009年には、SES（スーパーエコシップ）1番船として電気推進船「豊和丸」を建造した。
2010年には、2009年に建造された「EUP式電子制御ディーゼル機関」を搭載した内航セメントタンカー「清洋丸」がマリンエンジニアリング・オブ・ザ・イヤー 2009（主催:社団法人 日本マリンエンジニアリング学会）を受賞、2016年には同年建造した曳船「梅丸」が日本船舶海洋工学会が主催するシップ・オブ・ザ・イヤー2016において漁船・作業船部門賞を受賞、日本小型船舶検査機構などの機関と共に小型船舶のフェリーの調査研究に協力する、また新造船の振動対策のため積水化学が開発したカルムーンシートによる静穏化技術を積極採用するなど新技術の導入に積極的である。
本社工場は宮崎駿監督作品である「崖の上のポニョ」に出てくる造船所のモデルとされる。

## 沿革
- 1949年（昭和24年）- 本瓦卓蔵が個人経営で木造船業を始める[1]
- 1964年（昭和39年）- 小型鋼船の建造を開始
- 1972年（昭和47年）- 本瓦造船株式会社に改組[1]
- 1985年（昭和60年）- 第2工場を鞆鉄鋼団地内に新設
- 1998年（平成10年）- 第2工場を3,000平方メートルに拡張
- 2000年（平成12年）- 第2工場を8,500平方メートルに拡張
- 2006年（平成18年）- 第2工場を10,800平方メートルに拡張
- 2007年（平成19年）- 第2工場に850 G/Tまで建造可能な第2船台が完成[1]
- 2009年（平成21年）- ISO9001認証取得[1]、鞆鉄鋼団地内に第3工場の用地を取得
- 2011年（平成23年）- 第2船台を1,200 G/Tに拡張[1]、第2工場横に地上3階建ての事務所棟を建設
- 2012年（平成24年）- 第2船台を2,000 G/Tに拡張[1]
- 2023年（令和5年） - 第2工場に、入渠可能重量D/W 2,000Tの修繕用浮ドックを設置[8][9]

## 事業所及び建造設備
本瓦造船株式会社公式サイト掲載『工場設備』（2023年5月2日閲覧）による。
- 本社工場 : 広島県福山市鞆町後地1717 - 北緯34度22分39.6秒 東経133度22分39.2秒
  - 第1船台 : 400 G/T
  - 艤装浮桟橋 : 400 G/T
- 第2工場 : 広島県福山市鞆町後地26-102 - 北緯34度23分43.9秒 東経133度22分50.7秒
  - 第2船台 : 2,000 G/T
  - アルミ船用定盤 : 125 G/T
  - 艤装浮桟橋 : 2,000 G/T
  - 修繕用浮ドック : 入渠可能重量D/W 2,000T